# Herculanus von Porto
Herculanus von Porto († um 180 in Portus Romae) war ein christlicher Märtyrer und Heiliger.
Über Herculanus ist wenig überliefert. Alte Martyrologien erwähnen einen Taurinus als Begleiter. Das Martyrium soll in Portus Romae (Porto) bei Ostia erfolgt sein, allerdings vermutet der Bollandist Stilting, dass Herculanus in Wahrheit gemeinsam mit dem Heiligen Censurinus in Ostia hingerichtet worden und in Portus Romae lediglich bestattet worden sei.
Gedenktag des Heiligen ist der 5. September.